# 13 janvier 1943
Le mercredi 13 janvier 1943 est le 13e jour de l'année 1943.

## Naissances
- Hélène Beauchamp, historienne canadienne
- Jef Braeckevelt (mort le 26 février 2019), directeur sportif belge
- Richard Moll, acteur américain
- Ted Belytschko (mort le 15 septembre 2014), numéricien américain
- William Duckworth (mort le 13 septembre 2012), compositeur américain
- Willie Alexander, musicien américain

## Décès
- Adrien de Carné (né le 5 décembre 1854), écrivain breton
- Else Ury (née le 1er novembre 1877), écrivaine allemande
- Henner Henkel (né le 9 octobre 1915), joueur de tennis allemand
- James McAulay (né le 28 août 1860), joueur de football britannique
- Jean-Louis Brémond (né le 22 novembre 1858), peintre français
- Paul Labbé (né le 23 janvier 1867), linguiste et ethnologue français
- Sophie Taeuber-Arp (née le 19 janvier 1889), artiste suisse

## Événements
- Hitler proclame la « guerre totale ».